# بريغتون مهلونجو
بريغتون مهلونجو (بالإنجليزية: Brighton Mhlongo)‏ (12 يناير 1991 بسويتو في جنوب أفريقيا - ) هو لاعب كرة قدم جنوب أفريقي في مركز حراسة المرمى. لعب مع أورلاندو بيراتس وFC AK ‏.